# Aladdin Sane
| 전문가 평가                   | 전문가 평가 |
| 평가 점수                     | 평가 점수   |
| 출처                          | 점수        |
| ----------------------------- | ----------- |
| AllMusic                      | [ 2 ]       |
| Blender                       | [ 3 ]       |
| Chicago Tribune               | [ 4 ]       |
| Christgau's Record Guide      | B+          |
| Encyclopedia of Popular Music | [ 6 ]       |
| Mojo                          | [ 7 ]       |
| Pitchfork                     | 9.0/10      |
| Q                             | [ 9 ]       |
| Rolling Stone                 | [ 10 ]      |
| The Rolling Stone Album Guide | [ 11 ]      |

《Aladdin Sane》은 1973년 4월 13일, RCA 레코드가 발매한 영국의 음악가 데이비드 보위의 여섯 번째 스튜디오 음반이다. 그의 획기적인 음반 《The Rise and Fall of Ziggy Stardust and the Spiders from Mars》의 후속 음반으로, 그가 처음으로 작곡하고 스타덤의 위치에서 발매한 음반이다.
《NME》의 편집자인 로이 카와 찰스 샤어 머레이는 이 음반을 "이상하리만큼 만족스럽지 못한, 부분의 합보다 상당히 적은" 음반이라고 불렀고, 보위 백과사전학자 니콜라스 페그는 이 음반을 "가장 급하고, 설득력이 있고, 필수적인 것 중의 하나"이라고 묘사했다. 벤 거슨의 《롤링 스톤》 리뷰는 《The Man Who Sold the World》이며 《Hunky Dory》보다 덜 친숙하다"고 평했다. 그의 얼굴에 번개가 치는 음반 커버는 보위의 가장 상징적인 이미지 중 하나로 여겨진다. 그의 얼굴에 번개가 치는 음반 커버는 보위의 가장 상징적인 이미지 중 하나로 여겨진다.
2003년 《롤링 스톤》의 역사상 가장 위대한 음반 500장(277위)에 수록된 보위 6개 항목에 수록되었고, 이후 피치포크 미디어의 1970년대 100대 음반 순위 77위에 올랐다.

## 제작 및 스타일
《Aladdin Sane》의 대부분은 1973년 1월 런던의 트라이던트 스튜디오에서 Ziggy Stardust Tour의 다리 사이에 녹음되었다. 음반 발매를 서두르고 싶은 욕망은 보컬과 하모니카를 묻힌 롤링 스톤스의 〈Watch That Man〉와 〈Cracked Actor〉의 혼합물이라는 비난을 받았다. 보위와 프로듀서 켄 스콧은 후에 〈Watch That Man〉에 관한 이 제안을 거절했는데, 이는 메인맨 경영진과 RCA 레코드가 결국 발매된 원본보다 못한 것으로 간주했기 때문이라고 주장했다.
《Aladdin Sane》은 이전 음반인 《Ziggy Stardust》보다 더 단단한 록 사운드를 특징으로 했는데, 특히 〈Panic in Detroit〉(보 디들리 비트 주위에 세워짐)나 보위의 〈Let's Spend the Night Together〉와 같은 곡에서 그러했다. 이 음반은 타이틀곡의 아방가르드 재즈와 〈Time〉의 브레히트 카바레와 같은 특이한 스타일도 탐구했다. 두 곡 모두 마이크 가슨의 호평을 받은 피아노 작품이 주를 이루었는데, 이 곡들은 가수 클라우디아 레너가 영감을 받은 가짜 제임스 본드 플라멩코 발라드 〈Lady Grinning Soul〉에도 많이 수록되었다.

## 곡 목록
모든 곡들은 특별한 언급이 없는 한 데이비드 보위에 의해 작사/작곡하였다.
| #  | 제목                              | 재생 시간 |
| -- | --------------------------------- | --------- |
| 1. | 〈Watch That Man〉                | 4:30      |
| 2. | 〈Aladdin Sane (1913-1938-197?)〉 | 5:06      |
| 3. | 〈Drive-In Saturday〉             | 4:33      |
| 4. | 〈Panic in Detroit〉              | 4:25      |
| 5. | 〈Cracked Actor〉                 | 3:01      |

| #  | 제목                                                      | 재생 시간 |
| -- | --------------------------------------------------------- | --------- |
| 1. | 〈Time〉                                                  | 5:15      |
| 2. | 〈The Prettiest Star〉                                    | 3:31      |
| 3. | 〈Let's Spend the Night Together (믹 재거, 키스 리처즈)〉 | 3:10      |
| 4. | 〈The Jean Genie〉                                        | 4:07      |
| 5. | 〈Lady Grinning Soul〉                                    | 3:54      |

## 인증
| 국가                                                                                         | 인증     | 판매량/출하량 |
| -------------------------------------------------------------------------------------------- | -------- | ------------- |
| 프랑스 (SNEP)                                                                                | 골드     | 100,000*      |
| 영국 (BPI) 1999 release                                                                      | 골드     | 100,000^      |
| 영국 (BPI) 2015 release                                                                      | 플래티넘 | 300,000       |
| 미국 (RIAA)                                                                                  | 골드     | 500,000^      |
| 요약                                                                                         |          |               |
| 전 세계                                                                                      | —        | 4,600,000     |
| *판매량을 기반으로 한 인증 · ^출하량을 기반으로 한 인증 · 판매량+스트리밍을 기반으로 한 인증 |          |               |